# SS Noronic
SS Noronic – statek pasażerski, zniszczony przez pożar, który miał miejsce w 1949 roku w Toronto.

## Historia
Oddany do eksploatacji 2 czerwca 1913 roku. Zbudowała go stocznia Western Dry Dock and Shipbuilding Company dla armatora Canada Steamship Lines do przewożenia ludzi i towarów po wodach Wielkich Jezior Amerykańskich. Miał 5 pokładów (A, B, C, D i E), długość 362 stóp (110 m) i ważył 6095 ton (5,5 mln kg). Maksymalnie mógł wziąć 600 pasażerów i 200 członków załogi. Jeden z największych statków wybudowanych w Kanadzie i jeden z największych parowców pływających w ogóle po Wielkich Jeziorach. „Noronic” był nazywany także „The Queen of the Lakes” (Królowa Jezior). Miał dwa siostrzane statki: SS „Huronic” i SS „Harmonic”.

## Pożar
Dnia 14 września 1949 roku „Noronic” rozpoczął 7-dniowy rejs po jeziorze Ontario. Parowiec został na dwie noce w Kanadzie przed powrotem do Detroit. Większą część pasażerów stanowili Amerykanie (524). Statek był kierowany przez kapitana Wiliama Taylora. „Noronic” został zadokowany przy molo 9 w porcie Toronto, piątkowego wieczoru 16 września. 17 września o 2:30 w nocy jeden z pasażerów zauważył dym pochodzący z pokładu C. Ogień wybuchł w jednym z korytarzy i dość szybko się rozprzestrzeniał (spowodowane to było boazeriami na ścianach, które były polerowane olejem). O 2:38, po 8 minutach od wybuchu pożaru połowa statku była już spalona. Pierwsze wozy straży pożarnej przybyły na molo o 2:41. Większość pasażerów będących na statku rzucała się do wody, a tylko nieliczni schodzili po linach. Pierwsze schodziły kobiety i dzieci. Na statku panowała wielka panika. Do końca akcji gaśniczej zużyto 1,7 mln galonów (6,4 mln litrów) wody z 37 węży gaśniczych. Pożar został ugaszony przed godziną 5:00 rano. Inspekcja zobaczyła makabryczne sceny. Wiele szkieletów pasażerów znajdowało się na korytarzach pokładu, a także w łóżkach. Niektóre z nich prawie całkowicie się spaliły.

## Po pożarze
W pożarze zginęło od 118 do 139 osób. Większość zmarła z uduszenia lub oparzenia, niektórzy zginęli skacząc z górnych pokładów „Noronica” na molo. Tylko jedna osoba utonęła. Być może byłoby mniej ofiar, gdyby pożar nie wybuchł w nocy. Prawdopodobną przyczyną wybuchu pożaru był zostawiony palący się papieros w pralni statku. Po katastrofie szukano winnych w projektantach statku. Po pierwsze: 36-letni statek powinien zostać zmodernizowany, po drugie: wnętrza parowca zostały wyłożone naoliwionym drewnem, zamiast materiałem ognioodpornym, po trzecie: wyjście ewakuacyjne znajdowało się tylko na jednym pokładzie, a powinno na 5. Kapitan Taylor po katastrofie został uznany za bohatera, ponieważ jako jeden z ostatnich opuścił płonący statek, a także wyłamał okna, wyciągając uwięzionych pasażerów z ich pokoi. Pomimo odwagi kapitana, został on zawieszony na rok w sterowaniu statkami. Po pożarze statek został pocięty na złom w Hamilton 29 listopada 1949 roku.